# Holy Smoke
Holy Smoke är en låt och singel av det brittiska heavymetalbandet Iron Maiden släppt den 10 september 1990. Låten är skriven av Steve Harris och Bruce Dickinson. Det är den första singeln från albumet No Prayer For The Dying och är den första med Janick Gers på gitarr efter att Adrian Smith lämnat bandet samma år.
Texten handlar om skenheliga och giriga präster i USA och refererar till skandaler kring amerikanska tv-predikanter som exempelvis Jimmy Swaggart i slutet av 1980-talet. 
På singeln finns två B-sidor båda covers, den ena av en sång av Stray som hette All in Your Mind och den andra en låt av Golden Earring vid namn Kill Me Ce Coir. Båda var band som Steve Harris gillade mycket och vars konserter han regelbundet besökte.
Ursprungligen skulle Hooks In You vara förstasingeln, men Holy Smoke valdes istället då bandet gjort en egen musikvideo till låten. Musikvideon är filmad på Steve Harris tomt i Essex, där albumet spelades in.
Låten framfördes live under No Prayer On The Road-turnén 1990-1991, men har sedan dess aldrig spelats.

## Låtlista
1. Holy Smoke (Harris, Dickinson)
2. All in Your Mind (Bromham)
3. Kill Me Ce Coir (Koymans, Hay, Fenton)

## Medlemmar
- Steve Harris – Bas
- Dave Murray – Gitarr
- Bruce Dickinson – Sång
- Nicko McBrain – Trummor
- Janick Gers – Gitarr